# Saxifraga candelabrum
Saxifraga candelabrum är en stenbräckeväxtart som beskrevs av Adrien René Franchet. Saxifraga candelabrum ingår i Bräckesläktet som ingår i familjen stenbräckeväxter. Inga underarter finns listade i Catalogue of Life.